# Mina Cajavilca
Cajavilca es una mina de plata localizada en el distrito de Acochaca, provincia de Asunción, región Áncash, en los Andes peruanos. Viene siendo explotada desde la época inca.

## Historia
Los primeros registros escritos de la mina datan de 1575. La veta argentífera de Xacxavillca o Cajavilca fue dada en concesión a sociedades españolas y portuguesas de la ciudad de Huánuco. Para su explotación se fundó el ingenio minero y agrícola de "Nuestra Señora de la Limpia Concepción de Tuma"; instalada por Francisco Girón de Cabrera entre 1600 y 1610.

[...] A este distrito pertenecen las haciendas minerales de Santa Catalina y La Contadera. [...] El distrito tiene varios minerales, pero los principales son los que se benefician en la hacienda de La Contadera, situada a cuatro leguas de Chacas [...], el cerro mineral se llama Cajavilca y la principal mina lleva el nombre Ánimas [...]
 Antonio Raimondi - 1873.